# Hans Rudolf Gestewitz
Hans-Rudolf Gestewitz (* 12. Dezember 1921 in Satow; † 1. Dezember 1998 in Bad Saarow-Pieskow) war ein deutscher HNO-Arzt und Militärmediziner in der DDR.

## Leben
Gestewitz wurde als Sohn des Arztes Kurt Gestewitz und dessen Frau Ilse geboren. Der Vater, Kurt Gestewitz, war Ortsgruppenleiter der NSDAP. Nach Einmarsch der Roten Armee geriet der Vater in sowjetische Gefangenschaft und wurde im Speziallager Nr. 9 Fünfeichen interniert, wo er verstarb.
Von 1928 bis 1932 besuchte Hans-Rudolf Gestewitz die Volksschule in Satow und ab 1933 das humanistische Gymnasium zu Rostock. Im Jahre 1939 legte er die Oberprimareife ab und nach einjähriger Arbeitsdienstpflicht wurde er Soldat im 9. Infanterie-Regiment Potsdam.
Im Zweiten Weltkrieg nahm Gestewitz am Westfeldzug gegen Frankreich, am Balkanfeldzug sowie am Krieg gegen die Sowjetunion teil. Nachdem er zum dritten Male schwer verwundet worden war, beurlaubte man ihn im Frühjahr 1943 zum Medizinstudium, das er ab dem Wintersemester 1943/1944 an der Universität Rostock aufnahm. Gegen Kriegsende musste er das Studium unterbrechen, um als Feldunterarzt Dienst zu leisten.
In Ronsdorf-Wuppertal geriet Gestewitz in britische Gefangenschaft. Das Studium der Humanmedizin setzte er in Erlangen fort und wechselte nach deren Wiedereröffnung an die Universität Hamburg. Im Jahre 1948 legte er dort das Staatsexamen ab.
Im Januar 1949 wurde Gestewitz am Bernhard-Nocht-Institut für Tropenmedizin und Schiffskrankheiten in Hamburg zum Doctor medicinae mit einer Dissertationsarbeit zum Thema: „Untersuchungen über den Einfluss von Wetteränderungen auf den Malaria-Erstanfall und das Rezidiv“.
Seine ärztliche Tätigkeit begann Gestewitz mit der Pflichtassistentenzeit im Krankenhaus von Bad Wildungen. Im Anschluss begann er in der Ohrenklinik derselben Einrichtung die Facharztausbildung für Hals-, Nasen-, Ohrenheilkunde. Fortgesetzt wurde diese in der DDR, im Krankenhaus des vogtländischen Auerbach, sowie ab 1952 in der Pawlow-Klinik zu Magdeburg. Am 15. Oktober 1952 wurde ihm die Bezeichnung „Facharzt für Hals-, Nasen- und Ohrenkrankheiten“ zuerkannt.
Während seiner Assistenzarztzeit heiratete Gestewitz im Frühjahr 1950 Sibylle von Arnim (1923–2015), die 1950 und 1953 zwei Kinder zur Welt brachte.
Im September des Jahres 1952 bat das Zentralkomitee der SED Gestewitz, die Hals-, Nasen-, Ohrenklinik der Volkspolizei in Bad Saarow zu übernehmen. Damit erklärte er sich einverstanden unter der Bedingung, einer von Alfred Schulz van Treeck angebotenen wissenschaftlichen Assistenzarztstelle an der Universitätsklinik der Charité nachkommen zu können. Dem wurde stattgegeben und am 15. Oktober 1952 trat Gestewitz der Volkspolizei der DDR bei. Anfangs im Rang eines Majors des Medizinischen Dienstes, nahm er aktiv am Aufbau des Zentralkrankenhauses der Kasernierten Volkspolizei in Bad Saarow teil. Bis 1956 war er Chefarzt der Klinik für Hals-, Nasen-, Ohrenkrankheiten des Zentralkrankenhauses. Nachdem die Nationale Volksarmee im Januar 1956 gegründet worden war, und damit die Strukturen der kasernierten Volkspolizei in diese eingegliedert wurden, übernahm er bis 1960 die Funktion als Abteilungsleiter der HNO-Abteilung des Zentralen Lazaretts der NVA in Bad Saarow. 1959 wurde Hans-Rudolf Gestewitz Mitglied in der SED. Von 1960 bis zu seiner Pensionierung leitete er zusätzlich das gesamte Zentrale Lazarett.
1961 habilitierte sich Gestewitz an der Charité der Humboldt-Universität zu Berlin über Schalldruckmessung im Gehörgang. Die Einrichtung profilierte sich immer mehr zu einer Forschungs- und Ausbildungseinrichtung. Dabei spielte die Verknüpfung zur Ernst-Moritz-Arndt-Universität Greifswald und deren militärmedizinischer Sektion, deren Dekan Hans-Rudolf Gestewitz ab 1964 als Nachfolger von Ludwig Mecklinger war, eine außerordentlich wichtige Rolle, da hier viele der Lazarettärzte ausgebildet worden waren. Am 1. März 1966 wurde er vom Vorsitzenden des Nationalen Verteidigungsrates der DDR, Walter Ulbricht, zum Generalmajor ernannt und am 18. Februar 1974 von Ulbrichts Nachfolger Erich Honecker zum Generalleutnant befördert.
Am 15. Februar 1971 wurde er zum Präsidenten der neugegründeten Gesellschaft für Militärmedizin der DDR gewählt.
Am 8. Dezember 1981 gründete sich aus dem Zentralen Lazarett die militärmedizinische Akademie in Bad Saarow, eine universitäre Einrichtung mit Promotionsrecht und dem Recht zur Verleihung der facultas docendi. Gestewitz war ihr erster berufener Rektor.
Am 30. November 1988 wurde Hans-Rudolf Gestewitz aus dem aktiven Wehrdienst entlassen und ging in Pension. Zu seinem Nachfolger als Chef der Militärmedizinischen Akademie wurde Günter Werner berufen. Im Jahre 1996 wurde aus Anlass seines 75. Geburtstages, seinem Lebenswerk zu Ehren, ein wissenschaftliches Symposium vom Humaine Klinikum Bad Saarow, dem damaligen neuen Betreiber des Krankenhauses, abgehalten. Dieser hatte sämtliche Einrichtungen im Jahre 1991 von der Bundeswehr erworben.
Gestewitz lebte zuletzt in Bad Saarow. Er starb im 77. Lebensjahr und wurde auf dem Waldfriedhof von Bad Saarow beerdigt.

## Akademische Grade, Titel und Berufungen
- 18. Januar 1949 – Doktor der Medizin (Medizinische Fakultät der Universität zu Hamburg)
- 15. Oktober 1952 – Facharzt für Hals-, Nasen-, Ohrenkrankheiten
- 1. März 1962 – Titel Obermedizinalrat (durch: Minister für Gesundheitswesen)
- 21. März 1962 – Dr. med. habil. (Medizinische Fakultät der Humboldt-Universität zu Berlin)
- 1. April 1969 – Honorarprofessor
- 21. September 1971 – Doktor der Wissenschaften / doctoris scientiae medicinae (Wissenschaftliche Rat der Ernst-Moritz-Arndt Universität zu Greifswald)
- 1. Dezember 1981 – Ordentlicher Professor
- 26. Dezember 1988 – Doctoris – honoris – causa (Summis Auspicus serenissmiae rei publcae Poloniae) der medizinischen Fakultät der Universität Łódź in Polen
- 31. Oktober 1988 – Professor em.

## Auszeichnungen und Ehrungen
- 11.12.1954 – Ehrentitel Verdienter Arzt des Volkes (durch: Ministerpräsident der DDR)
- 7.10.1957 – Verdienstmedaille der Nationalen Volksarmee in Bronze
- 7.10.1959 – Verdienstmedaille der DDR
- 1.3.1961 – Verdienstmedaille der Nationalen Volksarmee in Gold
- 7.10.1961 – Ehrentitel Verdienter Erfinder des Volkes (durch: Minister für Nationale Verteidigung)
- 15.10.1962 – Medaille für treue Dienste in der Nationalen Volksarmee in Silber
- 7.10.1964 – Vaterländischer Verdienstorden in Silber
- 1.3.1966 – Ernst-Schneller-Medaille in Silber
- 15.10.1967 – Medaille für treue Dienste in der Nationalen Volksarmee in Gold
- 1.3.1969 – Kampforden „Für Verdienste um Volk und Vaterland“ in Silber
- 28.11.1970 – Friedrich-Engels-Preis 2. Klasse
- 9.6.1971 – Ehrenzeichen des Deutschen Roten Kreuzes der DDR in Gold
- 7.10.1971 – Nationalpreis der DDR für Wissenschaft und Technik 2. Klasse
- Juli 1973 – Artur-Becker-Medaille in Silber
- September 1974 – Ernst-Moritz-Arndt-Medaille
- 3.12.1975 – Friedrich-Engels-Preis
- 20.2.1976 – Vaterländischer Verdienstorden in Gold
- 1.3.1978 – Ernst-Schneller-Medaille in Gold
- 21.12.1978 – Fritz-Gietzelt-Medaille
- 7.10.1979 – Kampforden „Für Verdienste um Volk und Vaterland“ in Gold
- 7.10.1981 – Ehrenspange zum Vaterländischer Verdienstorden in Gold
- 12.12.1981 – Ehrenmedaille der Gesellschaft für Militärmedizin in Gold
- 07.10.1982 – Nationalpreis der DDR für Wissenschaft und Technik 2. Klasse (als Kollektivverleihung für die Arbeitsgruppe "Kosmische Biologie und Medizin" der Akademie der Wissenschaften der DDR)
- 7.10.1984 – Scharnhorst-Orden
- 29.11.1985 – Artur-Becker-Medaille in Gold
- 1.3.1986 – Ehrenzeichen des Deutschen Roten Kreuzes der DDR mit Ehrenspange
- 16.3.1987 – Ferdinand-Sauerbruch-Medaille
- 7.10.1988 – Ehrentitel Held der Arbeit (durch: Vorsitzender des Staatsrates)

## Ausländische Auszeichnungen
- 14. November 1978 – Ehrenmedaille der sowjetischen Streitkräfte
- 1971 – Waffenbrüderschaftsmedaille der mongolischen Volksarmee
- 25. September 1983 – „Medal Pamiatkowy“ Polen
- 07. Oktober 1977 – Verdienstorden der Volksrepublik Korea 2. Klasse in Silber (als Halsbandorden mit Ehrenspange)
- 1977 – Verdienstmedaille der Republik Syrien (Halsbandorden mit großem Bruststern)
- 1978 – Verdienstorden für militärische Heldentaten der Volksrepublik Vietnam
- 1978 – Waffenbrüderschaftsmedaille der rumänischen Volksarmee 3. Klasse